# Feked, Baranya
Feked este un sat în districtul Mohács, județul Baranya, Ungaria, având o populație de 201 locuitori (2011). 

## Demografie
Componența etnică a satului Feked
     Maghiari (59,93%)
     Germani (40,07%)
Componența confesională a satului Feked
     Romano-catolici (74,63%)
     Reformați (7,96%)
     Fără religie (6,97%)
     Necunoscută (10,45%)
Conform recensământului din 2011, satul Feked avea 201 locuitori. Din punct de vedere etnic, majoritatea locuitorilor (40,07%) erau germani.  Din punct de vedere confesional, majoritatea locuitorilor (74,63%) erau romano-catolici, existând și minorități de reformați (7,96%) și persoane fără religie (6,97%). Pentru 10,45% din locuitori nu este cunoscută apartenența confesională.